# إيغور أنغولو
إيغور أنغولو ألبونيجا (بالإسبانية: Igor Angulo Alboniga) (ولد في 26 يناير 1984 في بلباو، بسكاي، إقليم الباسك) هو لاعب كرة قدم محترف إسباني، يلعب لريال يونيون في مركز خط الوسط.

## وصلات خارجية
- إيغور أنغولو على موقع الاتحاد الأوربي (الإنجليزية)
- إيغور أنغولو على موقع قاعدة بيانات كرة القدم.إي يو (الإنجليزية)
- إيغور أنغولو على موقع Soccerway.com (الإنجليزية)
- إيغور أنغولو على موقع عالم كرة القدم.نت (الإنجليزية)

- Athletic Bilbao profile
- BDFutbol profile
- Futbolme profile (بالإسبانية)
- Transfermarkt profile